# Renovatio imperii

L'Imperi Romà d'Orient (taronja fosc) i els territoris occidentals reconquerits durant la renovatio imperii (taronja clar)

La renovatio imperii, restauratio imperii o restitutio imperii (en llatí, 'renovació de l'Imperi', 'restauració de l'Imperi' o 'restitució de l'Imperi') era una fórmula que expressava la intenció de renovar o restaurar l'Imperi Romà.
L'expressió (i les seves variants) va ser utilitzada per les dinasties Carolíngia i Otoniana, però la idea provenia de l'antiguitat tardana. La paraula renovatio ('renovació') i altres de semblants, restitutio ('restitució') i reparatio ('restauració'), ja es troben ocasionalment a les monedes romanes des del regnat d'Hadrià en endavant, amb el significat de la restauració de la pau després d'una rebel·lió. Alguns usurpadors, com ara Carausi, Magnenci i Decenci la van utilitzar per justificar el seu mandat. Fins i tot Teodoric el Gran, el rei dels ostrogots a Itàlia (va regnar del 493 al 526), va utilitzar l'expressió «renovació romana». Els historiadors contemporanis, Cassiodor i Ennodi fan referències constants a la renovació, reparació i rejoveniment de l'Imperi gràcies de Teodoric.
L'Imperi Romà d'Orient es va plantejar la reconquesta de diverses províncies de l'antic Imperi Romà d'Occident, que havia caigut en mans d'invasors germànics gairebé un segle abans. La campanya, iniciada per l'emperador romà d'Orient Justinià I, va servir per reincorporar el nord d'Àfrica, Itàlia, les illes del Mediterrani occidental i part de la península Ibèrica a l'imperi. Tanmateix, la majoria de les reconquestes van ser efímeres: els longobards van envair la meitat nord d'Itàlia tres anys després de la mort de Justinià i els visigots van recuperar la totalitat dels territoris ibèrics a principis del segle vii, mentre que Àfrica i diverses illes del Mediterrani van resultar conquerides pels musulmans al llarg dels segles següents. Les Illes Balears caigueren definitivament el 902. L'última possessió romana d'Orient dels antics territoris occidentals, Bari, es va perdre l'any 1158.